# Shannonomyia myersiana
Shannonomyia myersiana är en tvåvingeart som beskrevs av Alexander 1931. Shannonomyia myersiana ingår i släktet Shannonomyia och familjen småharkrankar.
Artens utbredningsområde är Jamaica. Inga underarter finns listade i Catalogue of Life.